# Gare de Strambino
La gare de Strambino (en italien, Stazione di Strambino) est une gare ferroviaire italienne de la ligne de Chivasso à Aoste, située sur le territoire de la ville de Strambino, dans la province de Turin en région du Piémont.
C'est une gare voyageurs de Rete ferroviaria italiana (RFI) desservie par des trains régionaux (R) Trenitalia.

## Situation ferroviaire
Établie à environ 237 mètres d'altitude, la gare de Strambino est située au point kilométrique (PK) 23,383 de la ligne de Chivasso à Aoste (section à voie unique électrifiée), entre les gares de Mercenasco et d'Ivrée.
Gare d'évitement, elle dispose d'une deuxième voie pour le croisement des trains.

## Service des voyageurs

### Accueil
Gare voyageurs RFI, classée argent, elle dispose d'un bâtiment voyageurs, avec un guichet de vente de billets régionaux.

### Desserte
Strambino est desservie par des trains régionaux (R) Trenitalia de la relation Turin-Porta-Nuova (ou Novare, ou Chivasso) - Ivrée.

### Intermodalité
Un parking pour les véhicules y est aménagé.